# Washington Report on Middle East Affairs
Washington Report on Middle East Affairs (WRMEA) ist ein in Washington erscheinendes, außenpolitisches Journal, das sich mit dem Nahen Osten befasst.
Das WRMEA wird vom 1982 gegründeten American Educational Trust (AET) publiziert, welcher eine Gründung ehemaliger Militärs, Botschafter und Mitarbeiter der United States Information Agency ist. Zum außenpolitischen Komitee des AET gehörten James William Fulbright und Charles H. Percy, die beide Vorsitzende des United States Senate Committee on Foreign Relations waren.
Der Washington Report on Middle East Affairs bezieht sich in seiner Haltung auf die Resolution 242 des UN-Sicherheitsrates zur Lösung des Nahostkonflikts. Nach eigener Aussage unterstützt es auf der Basis der Charta der Vereinten Nationen und „traditioneller amerikanischer Unterstützung für Menschenrechte, Selbstbestimmung und Fair Play“ Lösungen des Problems.
WRMEA schätzt die Direktzuwendungen an Israel durch die USA von 1949 bis 2006 auf 108 Mrd. US$, davon 51 Mrd. als Militärhilfe. Es listet weiter die Zuwendungen der pro-israelischen Lobbyorganisation AIPAC an die Abgeordneten der Legislative auf und betrachtet die Ursachen des palästinensisch-israelischen Konflikts.
WRMEA wird von proisraelischen Organisationen und Einzelpersonen kritisiert. CAMERA bezeichnet ihn als „virulent antiisraelisch“, das Middle East Forum (Middle East Quarterly) als „erbittert anti-zionistisch“ und „die verschwörungstheoretischste aller antiisraelischen Kräfte“. Das konservativ-jüdische FrontPage Magazine nennt WRMEA „das Handbuch der arabischen Lobby in den USA“ und „spezialisiert auf die Diffamierung Israels“; einer seiner Autoren verdächtigt es der Finanzierung durch Saudi-Arabien.